# IC 200
IC 200 је спирална галаксија у сазвјежђу Троугао која се налази на листи објеката дубоког неба у Индекс каталогу.
Деклинација објекта је + 31° 10' 32" а ректасцензија 2h 5m 26,6s. Привидна величина (магнитуда) објекта IC 200 износи 13,0 а фотографска магнитуда 13,8. IC 200 је још познат и под ознакама UGC 1577, MCG 5-6-2, CGCG 503-85, CGCG 504-7, PGC 7967.